# Ormocarpopsis
Ormocarpopsis là một chi thực vật trong họ Fabaceae.

## Các loài
Chi này gồm các loài:
- Ormocarpopsis aspera
- Ormocarpopsis calcicola
- Ormocarpopsis itremoensis
- Ormocarpopsis mandrarensis
- Ormocarpopsis parvifolia
- Ormocarpopsis tulearensis